# Vitor Santos
Vitor Santos, nascido em Penafiel a 11 de janeiro de 1986, é um ciclista português especialista na disciplina de ciclocross.

## Palmarés em ciclocross
- 2013
  -  Campeão de Portugal de ciclocross
  - Ciclocross de Loulé
  - 2.º do ciclocross de Fermentões
- 2014
  -  Campeão de Portugal de ciclocross
- 2016
  -  Campeão de Portugal de ciclocross
- 2018
  - 2.º do Campeonato de Portugal de ciclocross
- 2020
  - 2.º do Campeonato de Portugal de ciclocross

## Palmarés em BTT
- 2013
  - 3.º do campeonato de Portugal de cross-country